# Njam!
De televisiezender njam! is een Vlaamse digitale themazender die op 1 december 2010 van start ging. De zender werd opgericht door Peter Goossens en het productiebedrijf Studio 100 van Hans Bourlon en Gert Verhulst. Njam! beperkt zich enkel tot culinaire programma's.
Presentatrice Hanne Troonbeeckx en Peter Goossens waren in het begin het gezicht van de zender.

## Achtergrond
Het is de eerste kookzender in Vlaanderen. De digitale zender werd in 2010 opgestart door Studio 100 en chef Peter Goossens  Het doel van de zender is om eigen televisieproducties te combineren met aangekochte buitenlandse programma's. Die verschillende kookprogramma's worden op hun beurt gelinkt aan andere producten zoals onder meer kookboeken en workshops. De zender heeft een eigen uitgeverij die al tientallen kook- en cocktailboeken uitbracht.

## Ontvangst
Tot 31 december 2017 was njam! enkel digitaal te bekijken bij Telenet (kanaal 20). Vanaf 1 januari 2018 kon de zender ook bekeken worden via Proximus TV (Kanaal 190). Vanaf 20 september 2018 is njam! ook beschikbaar voor Orange TV. Vanaf 23 juli 2019 kan de zender ook in Nederland bekeken worden bij KPN (kanaal 39). Vanaf 30 juni 2022 kan de zender ook in Nederland bekeken worden bij Ziggo (kanaal 80). 
Toch is er een klein verschil tussen de Vlaamse- en Nederlandse versie van njam! De Nederlandse aanbieders bieden op een Nederland gericht signaal aan. Alle promo's zijn ingesproken door een Nederlander, alles is ondertiteld en de commercials zijn gericht op Nederland. De programmering is vrijwel identiek.

## Bekende chefs
De njam!-chefs:
- Dagny Ros Asmundsdottir
- Stéphane Buyens, chef-kok van Le Fox
- Nicolas Decloedt, chef-kok van restaurant “humus x hortense” die met biologische plantaardige ingrediënten kookt
- Gert De Mangeleer, chef-kok van het restaurant Hertog Jan
- Bart Desmidt, chef-kok van het restaurant Bartholomeus
- Peter Goossens, chef-kok van het restaurant Hof van Cleve
- Roger van Damme, chef-kok van het restaurant Het Gebaar
- Piet Huysentruyt, chef-kok van Likoké
- Dominique Persoone, chocolatier van The Chocolat Line
- Johan Segers, chef-kok van het restaurant 't Fornuis
- Steffi Vertriest, healthy foodie

## Bronverwijzing
Geschiedenis van de Vlaamse televisie